# Макклоски, Дейдра
Дейдра Макклоски (при рождении Дональд Макклоски, англ. Deirdre McCloskey; род. 11 сентября, 1942, Анн-Арбор, Мичиган, США) — американская экономистка.

## Биография
Родилась в семье профессора Гарвардского университета и поэтессы. Макклоски окончила (ещё под мужским именем) Гарвард в 1964 году, там же получила степень магистра в 1967 году и степень доктора философии в 1970 году, защитила диссертацию под руководством Александра Гершенкрона. В 1968 году по приглашению Милтона Фридмана и Роберта Фогеля стала работать на факультете экономики Чикагского университета, где преподавала теорию цен и историю экономики в течение 12 лет. В 1980—1999 годах — профессор экономики и истории в Университете Айовы и приглашённый лектор-профессор в Стэнфордском университете, Лондонской школе экономики и политических наук и Австралийском национальном университете. С 1999 года профессор Иллинойсского университета в Чикаго. С 2000 года — заслуженный профессор (англ. distinguished professor) экономики, истории, английского языка и межкультурной коммуникации этого университета, также в 2002—2006 годах профессор философии, экономики и культурологии Роттердамского университета. С октября 2007 года дважды получила степень почётного доктора.
Автор многочисленных книг и статей. Основные темы научных исследований: экономическая история Великобритании, клиометрика, риторика экономики, методология экономической науки, неортодоксальная экономика. По мнению Марка Блауга, входит в 100 великих экономистов после Кейнса.

### Личная жизнь
В 1995 году Макклоски в возрасте 53 лет начала трансгендерный переход. Она была вынуждена развестись со своей женой. У неё двое детей.

## Сочинения

### Книги
- Макклоски, Дейдра. Риторика экономической науки. 2-е издание = The Rhetoric of Economics. 2nd ed. (1998) / Пер. с англ.  О. Якименко; науч. ред. перевода Д. Расков. — М.; СПб.: Изд-во Института Гайдара; Изд-во «Международные отношения», Факультет свободных искусств и наук СПбГУ, 2015. — 328 с.
- Эссе о зрелой экономике: Британия после 1840. (англ. Essays on a Mature Economy: Britain after 1840, 1971)
- Экономическая зрелость и упадок предпринимательства. (англ. Economic Maturity and Entrepreneurial Decline: British Iron & Steel, 1870—1913, 1973)
- Предпринимательство и торговля в викторианской Британии. (англ. Enterprise and Trade in Victorian Britain: Essays in Historical Economics, 1981)
- Прикладная теории цены. (англ. The Applied Theory of Price, 1982 и 1985)
- Риторика гуманитарных наук. (англ. The Rhetoric of the Human Sciences: Language and Argument in Scholarship and Public Affairs, 1987)
- Эконометрическая история. (англ. Econometric History, 1987)
- Сочинения по экономике. (англ. The Writing of Economics, 1987 и 2000)
- Следствия экономической риторики. (англ. The Consequences of Economic Rhetoric, 1988)
- Библиография по истории экономики. (англ. A Bibliography of Historical Economics to 1980, 1990)
- Если ты такой умный: демонстрация экономической квалификации. (англ. If You’re So Smart: The Narrative of Economic Expertise, 1990)
- Переосмысление: мифы и мораль истории экономики США. (англ. Second Thoughts: Myths and Morals of U.S. Economic History, 1993)
- Знание и убеждение в экономической науке. (англ. Knowledge and Persuasion in Economics, 1994)
- Пороки экономистов, добродетели капиталистов. (англ. The Vices of Economists, the Virtues of the Bourgeoisie, 1996)
- Измерение и значение в экономике. (англ. Measurement and Meaning in Economics: The Essential Deirdre McCloskey, 1999)
- Пересечение: мемуары. (англ. Crossing: A Memoir, 1999)
- Как быть человеком. И при этом экономистом. (англ. How to be human. Though an economist, 2000)
- Тайные грехи экономики. (англ. The Secret Sins of Economics, 2002)
- Буржуазные добродетели: этика века коммерции. (англ. The Bourgeois Virtues : Ethics for an Age of Commerce, 2006)
- Культ статистической значимости. (англ. The Cult of Statistical Significance: How the Standard Error Costs Us Jobs, Justice, and Lives, 2008), совместно с С. Зилиаком
- Беседа об экономике. (англ. The Economic Conversation, 2008), совместно с А. Кламером и С. Зилиаком
- Капиталистическое достоинство: почему экономика не может объяснить современный мир. (англ. Bourgeois Dignity: Why Economics Can’t Explain the Modern World, 2010)

### Статьи
- МакКлоски, Дональд Н. Полезно ли прошлое для экономической науки? — THESIS, 1993, вып. 1. — С. 107—136.